# NGC 7330
NGC 7330 (również PGC 69314 lub UGC 12111) – galaktyka eliptyczna (E), znajdująca się w gwiazdozbiorze Jaszczurki. Odkrył ją Édouard Jean-Marie Stephan 26 lipca 1870 roku.